# Elm (gruppo montuoso)
L' Elm è un rilievo collinare, lungo 25 km,  largo fra i 3 e gli 8 km più ed alto massimo 323 m.s.l.m.. Si trova a sud-est di Braunschweig, nei circondari di Helmstedt e Wolfenbüttel in Bassa Sassonia (Germania).

## Geografia
Il complesso collinare dell'Elm si estende fra le città di Königslutter a nord e Schöppenstedt a sud, con una forma quasi ovale. L'Elm svetta in mezzo alla piana circostante ed è ben visibile da Braunschweig, città distante ca. 20 km. 
In direzione nord, superata la catena dello Harz, l'Elm insieme all'Asse, che si sviluppa parallelamente fra quest'ultimo e lo Harz, rappresentano le ultime alture nella pianura tedesca settentrionale.
Il rilievo è in gran parte privo di insediamenti ma possiede la più grande foresta di faggi della Germania settentrionale. L'Elm viene attraversato nel suo versante orientale dalla Reitlingstal, una vallata che oggi è una nota meta turistica nella regione.
Geologicamente l'Elm è costituito principalmente da calcare ricco di fossili del Triassico medio. 
Il calcare dell'Elm rappresenta sin dal Medioevo la materia prima locale utilizzata per le costruzioni in muratura.
L'interno dell'Elm è relativamente povero di fonti di acqua corrente, perché l'acqua piovana penetra immediatamente nel calcare profondo in un sistema di fratture sottili. Quest'acqua riappare solo ai bordi della catena montuosa nelle fonti di straripamento.

## Storia
La collina è sempre stata frequenta, fin dall'antichità, come dimostrano i reperti dell'età della pietra, fra cui alcune tombe neolitiche. Notevoli sono le strutture difensive dell'età del Ferro, collegabili alla cultura della Tène, ovvero le fortificazioni di Reitling. Queste fortificazioni vennero in seguito riutilizzate nel Medioevo dall'ordine dei cavalieri teutonici, che avevano nella zona diversi possedimenti.
L'Elm oggi è frequentato principalmente per il turismo come area ricreativa ed escursionistica. La fama di meta turistica venne raggiunta verso la fine del 1989. Precedentemente soprattutto i turisti di Berlino Ovest sceglievano l'Elm come meta per le loro vacanze, a causa della vicinanza al confine interno tedesco.

## Galleria d'immagini

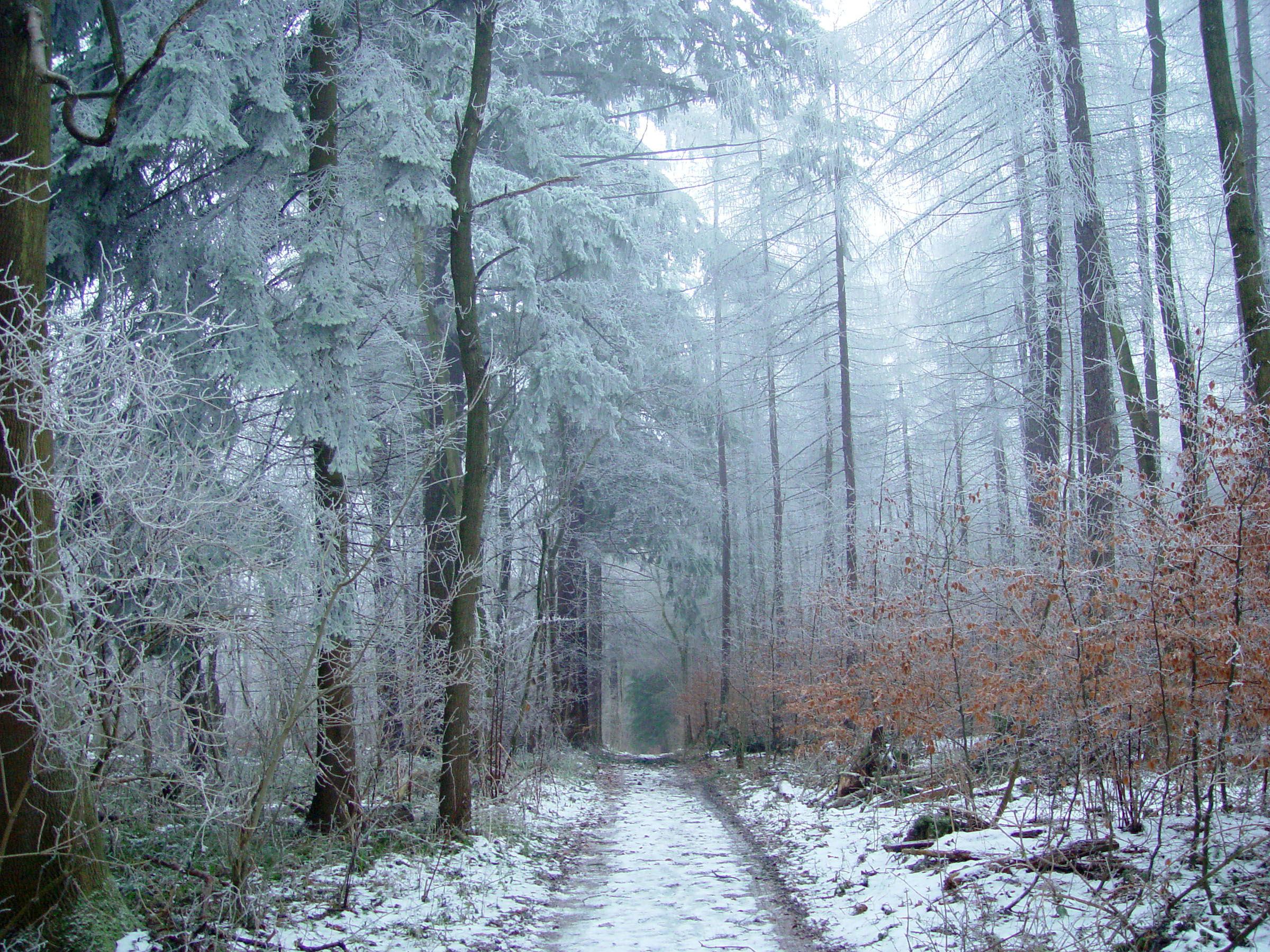
Inverno nella faggeta dell'Elm
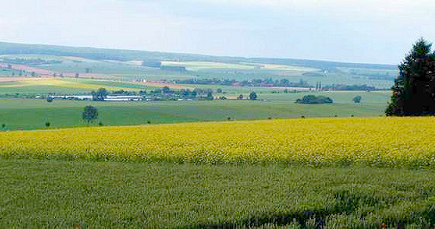
Panorama del versante meridionale
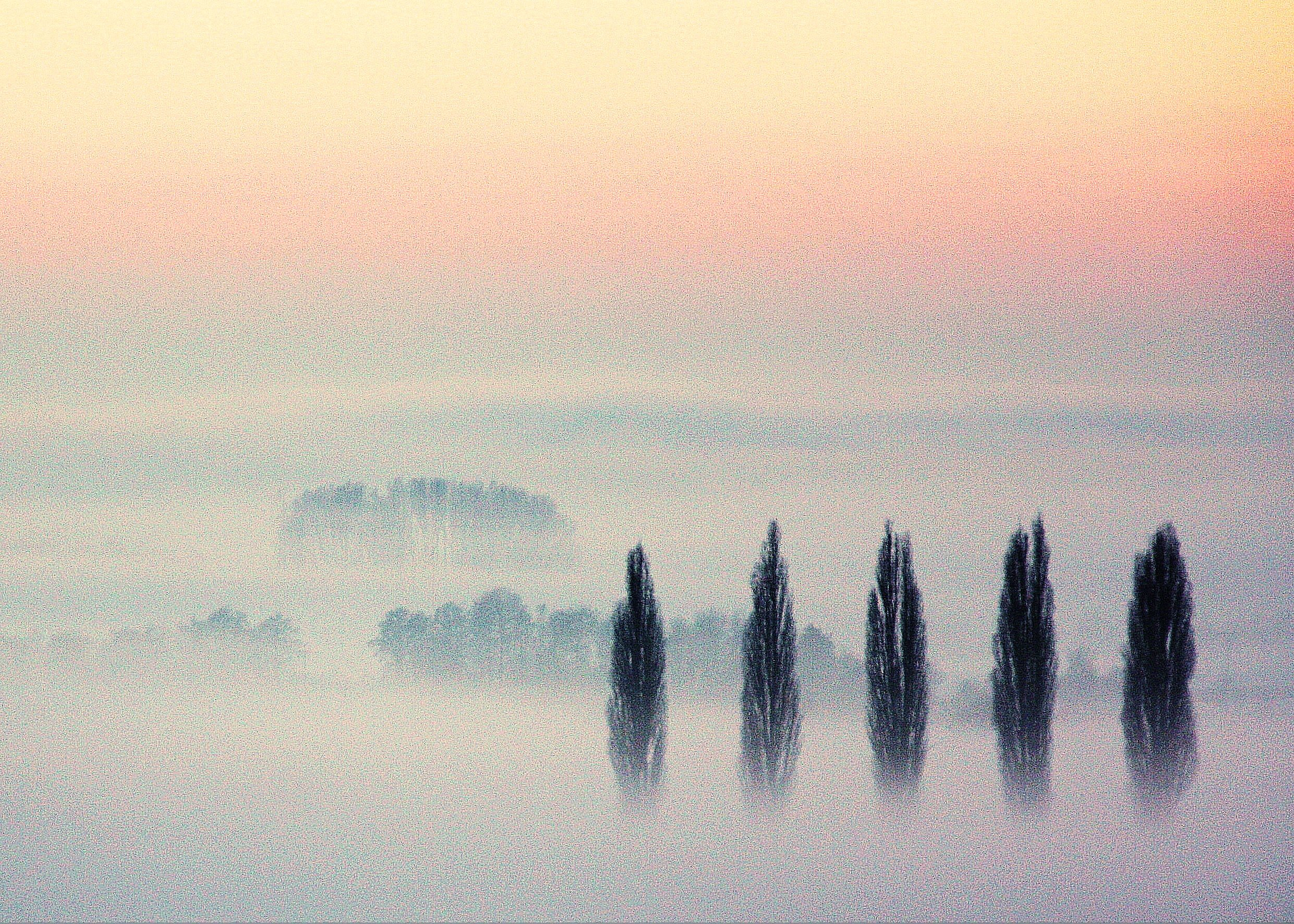
Nebbia all'alba sul bordo dell'Elm